# 能勢信子
能勢 信子（のせ のぶこ、1926年9月25日 - 1998年7月28日）は、日本の経済学者。神戸大学名誉教授。

## 略歴
兵庫県神戸市出身。1947年大阪経済専門学校（現大阪経済大学）卒業。1950年神戸経済大学（現神戸大学経済学部）卒業、在学中は新庄博ゼミに所属した。1952年に同大学研究科を終了し同年神戸大学経済経営研究所助手、1956年同助教授、1967年同教授。この間1962年に日本会計研究学会の上野・太田賞を受賞。1965年には神戸大学より経営学博士の学位を取得。学位論文は「社会会計論 : 社会会計の本質および適用に関する研究」 。 1990年神戸大学を停年退官、名誉教授となる。同年より姫路獨協大学教授を務めた。社会会計の研究、構築に努め本邦におけるその第一人者となり、国立大学で初めての女性経済学者として学内外で活躍した。著書『日本経済の構造』：経済学入門（1976年）は1972年にノーベル経済学賞を受賞したジョン・ヒックスとの共著である。1998年7月28日急逝、71歳。正四位、勲三等宝冠章受章。
夫の能勢哲也は神戸商科大学（現兵庫県立大学）の元学長で、勲二等瑞宝章を受章している。また哲也は『夏の日の翔び去る如く―信子のアルバム』（近代文藝社、2000年）として能勢信子の生涯をつづった著書を出版している。

## 著書
- 『社会会計論』（白桃書房、1961年）
- 『家族経済学』（小玉佐智子共著、有斐閣、1963年、新版、1981年）
- 『企業会計と社会会計』（合崎堅二共編、森山書店、1971年）
- “The Social Framework of the Japanese Economy : An Introduction to Economics”(With Hicks, J. R.)Oxford University Press, 1974
- 上記日本語版『日本経済の構造』：経済学入門（ジョン・ヒックス共著、同文舘出版、1976年）
- 『経済会計の発展』（編著、同文舘出版、1990年）
- 『企業会計の経済学』（アロエ印刷、1999年）
- 『社会会計の構造と発展』（六甲出版、1999年）
- 『非市場活動の国民経済計算』（同文舘出版、1999年）
- 『日本経済の社会会計分析』（有斐閣学術センター、1999年）

### 翻訳
- ゲアハード・ステューヴェル『社会会計の構造』（同文舘出版、1967年）
- ゲアハード・ステューヴェル『国民経済計算』（同文舘出版、1987年）
- ゲアハード・ステューヴェル『経済指数の理論』（小西康生共訳、同文舘出版、1990年）

### 記念論集
- 『能勢信子教授退官記念論文集』（神戸大学経済経営研究所、1990年）